# Fleischfilm
Fleischfilm ist das zwölfte Studioalbum der deutschen Dark-Metal-Gruppe Eisregen und erschien 2017. Es handelt sich laut Eigenaussage der Gruppe um deren erstes Konzeptalbum und verarbeitet inhaltlich die Handlungen verschiedener italienischer Horrorfilme der 1970er und 1980er Jahre wie etwa Nackt und zerfleischt oder Das Haus an der Friedhofsmauer.

## Titelliste
1. Drei Mütter
2. Hauch des Todes
3. Jenseits der Dunkelheit
4. Die letzte Reise des Alan Yates (Metamorphose 2)
5. Auf den Spuren der Säge
6. Tiefrot
7. Nahe der Friedhofsmauer
8. Menschenfresser
9. Syndikat des Schreckens
10. Im Blutrausch
11. Satan der Rache

Die Digipak-Version erhält als Bonus-Titel mit Nachts kommt das Delirium noch einen zwölften Titel.

## Bezüge zu Filmen
| Nr. | Titel                                            | Film                                                                | Regisseur          |
| --- | ------------------------------------------------ | ------------------------------------------------------------------- | ------------------ |
| 1   | Drei Mütter                                      | Suspiria (1977), Horror Infernal (1980), The Mother of Tears (2007) | Dario Argento      |
| 2   | Hauch des Todes                                  | Tenebrae (1982)                                                     | Dario Argento      |
| 3   | Jenseits der Dunkelheit                          | Sado – Stoß das Tor zur Hölle auf (1979)                            | Joe D’Amato        |
| 4   | Die letzte Reise des Alan Yates (Metamorphose 2) | Nackt und zerfleischt (1980)                                        | Ruggero Deodato    |
| 5   | Auf den Spuren der Säge                          | Die Säge des Teufels (1973)                                         | Sergio Martino     |
| 6   | Tiefrot                                          | Rosso – Farbe des Todes (1975)                                      | Dario Argento      |
| 7   | Nahe der Friedhofsmauer                          | Das Haus an der Friedhofsmauer (1981)                               | Lucio Fulci        |
| 8   | Menschenfresser                                  | Man-Eater – Der Menschenfresser (1980)                              | Joe D`Amato        |
| 9   | Syndikat des Schreckens                          | Syndikat des Grauens (1980)                                         | Lucio Fulci        |
| 10  | Im Blutrausch                                    | Im Blutrausch des Satans (1971)                                     | Mario Bava         |
| 11  | Satan der Rache                                  | Satan der Rache (1970)                                              | Antonio Margheriti |
| 12  | Nachts kommt das Delirium (Bonus-Track)          | Das Grauen kommt Nachts (1972)                                      | Renato Polselli    |

## Veröffentlichung
Ursprünglich sollte Fleischfilm kein neues Eisregen-Album werden, sondern – wie bereits 2010 mit Marienbad geschehen – ein eigenes Projekt darstellen, allerdings entschied man sich letztlich dazu, es unter dem Namen Eisregen auf den Markt zu bringen.
Zu Tiefrot wurde ein offizielles Video produziert.
Das Bonustitel Nachts kommt das Delirium war zusammen mit Black Magic Mushrooms, einem Cover der norwegischen Band Mysticum, auch auf der EP Kartoffeln und Pilze enthalten, die auf 100 Exemplare begrenzt und nur im Rahmen der Konzerte zur Veröffentlichung des Albums zu erhalten war.

## Rezeption
Sebastian Kessler bewertete das Album im Metal Hammer positiv: „So überraschend, kreativ und spaßig klangen Eisregen (trotz starker letzter Alben) schon lange nicht mehr!“
Riccardo Oldenburg von der Seite darkmusicworld.de sah das Album als gelungene Hommage an die behandelten Horrorfilme und lobte neue Elemente, die zum Einsatz kamen: „Was soll man noch sagen. Es ist einfach ein geiles Album! 'Brummbär' und 'Marschmusik' waren nicht bei jedem Fan beliebt. 'Fleischfilm' werden die Fans feiern. Das ist Eisregen wie Ihr sie liebt. Dennoch scheuen sie sich nicht vor neuen Elementen. Fantastische Inszenierungen, kleine Theaterstücke, eine wahre Verbeugung vor den Filmen.“
Mel Staudt vom Hellfire-Magazin bewertete das Album ebenfalls positiv, wies jedoch darauf hin, dass es keine neuen Einflüsse gäbe: „Alt eingesessene Eisregen Fans werden auch mit 'Fleischfilm' ihren Spaß haben. Zwar enthält das Album keine neuen Einflüsse bis auf die Arbeit mit einem Keyboard, aber es versetzt einen doch mehr oder weniger in die kalten Gassen des damaligen Italien. Eisregen haben somit ihr Vorhaben sehr gut in die Tat umgesetzt.“
8,5 von 10 Punkten gab Moritz Grütz von der Seite metal1.info dem Werk und sah qualitativ in dem Album den bisherigen Höhepunkt des Schaffens der Gruppe: „Statt der bandtypischen Stampfer liefern die Thüringer diesmal erstaunlich vielschichtige Songs, die in Sachen Sound und Instrumentierung ohne Frage alle bisherigen EISREGEN-Alben toppen.“ Er hob jedoch hervor, dass diesmal die Texte schwächer als auf früheren Werken ausfallen würden: „Vergleichsweise schwach schneiden EISREGEN unterdessen ausgerechnet in ihrer Paradedisziplin ab: den Texten. So wirken die von Blutkehle Roth auf „Fleischfilm“ erzählten Storys über Mafiosi, Vampire und das gute alte rote Blut im Vergleich zu früheren EISREGEN-Texten etwas unspektakulär und überraschend wenig pointiert.“ Grütz verglich das Werk dabei auch mit dem 2011 veröffentlichten Album des Eisregen-Nebenprojekts Marienbad: „In der musikalischen Ernsthaftigkeit könnte man 'Fleischfilm' fast mit „Werk 1: Nachtfall“, dem Konzept-Debüt des EISREGEN-Nebenprojektes Marienbad, vergleichen. Wenn 'Fleischfilm' textlich auch nicht mit diesem 2011 veröffentlichten Meisterwerk mitzuhalten vermag, so hat man aus dem EISREGEN-Lager lange nicht so konsequent zu Ende gedachte Musik gehört. Nicht nur im Sinne des Konzeptes: Großes Kino!“
Die Seite gestromt.de gab dem Album 3,5 von 6 Punkten. Es sei zwar gelungen, den Filmklassikern Respekt zu erweisen, das Gesamtwerk hingegen sei jedoch nicht gelungen: „EISREGEN haben es meiner Meinung nach geschafft, ihren Italo-Genreperlen Respekt zu erweisen. Jedoch geschieht dies auf Kosten eines schlüssigen Gesamtwerks. Trash, Blut und skurril-morbider Humor waren schon immer Bestandteil von EISREGEN und dieser Pfad wird auch nicht verlassen. 'Fleischfilm' wirkt aber häufig musikalisch etwas sperrig und die Kunst bei diesem Angehen besteht darin, hochwertigen Trash zu produzieren, der seine Hörer in seinen Bann zieht.“
Im Amboss-Magazin wertete „Eller“ das Album mit der Wertung „geht so“ und urteilte, dass bis auf den Titel „Tiefrot“ das Album wenig ansprechend sei: „Nachdem mir 'Marschmusik' seit vielen EISREGEN Alben wieder richtig richtig gut gefallen hat, habe ich mit 'Fleischfilm' mehrere Runden gekämpft, um am Ende aufzugeben. Das ist einfach nicht mein Sound – trotz der Gitarren und der Texte. Das spricht mich nicht an.“ Er bemängelte zudem auch, dass es Unterschiede beim Abmischen gäbe: „Was noch erschwerend hinzu kommt, ist, dass der Sound gerade in den ersten Stücken sehr schlecht abgemischt ist. Man versteht Roth nur sehr schlecht. Danach wird es etwas besser, ändert aber nichts daran, dass dieses EISREGEN Album nicht meine Gunst erobern konnte.“
Lucas Prieske von der österreichischen Seite Stormbringer hingegen gab dem Album hingegen nur 3,5 von 5 Punkten und bezeichnete es als unterhaltsam, bemängelte jedoch, dass sich das Album nicht wie ein richtiges Album anfühle: „'Fleischfilm' kommt mit 12 Songs, die sich aber insgesamt nach mehr anfühlen und sich durchgehend eher hören wie musikalisch aufbereitete Hörbuchversionen verschiedener Snuff- und Splatterdrehbücher als wie ein wirkliches Album. Das mag einigen gefallen, anderen (wie mir) eher weniger.“ Zudem vermisste er in den Texten Pointen oder Mehrdeutigkeiten früherer Werke: „Blendet man das unterirdische erste Drittel der Platte aus, so bleibt eine lose Sammlung an musikalisch unterhaltsam untermalten blutigen Kurzgeschichten, die im besten Fall ein wohliges Maß an unheimlicher Atmosphäre erreichen. Leider gibt es keine lyrische Pointen oder Mehrdeutigkeiten, die ich mir bei einem solchen Fokus auf den Text eigentlich erhofft hatte. Um bei den Filmanalogien zu bleiben, „Fleischfilm“ ist zwar kein Citizen Kane, aber trotzdem zu großen Teilen unterhaltsam.“
Im Magazin Rock Hard bewertete Simon Dümpelmann das Album mit nur 3 von 10 Sternen und bemängelte fehlende Originalität, das Werk sei „eine einzige Nullnummer. Musikalisch passable Ansätze werden direkt in songschreiberisch dahingekacktem 08/15-Bierzelt-Extrem-Metal erstickt, der auch so schon einfach nur übel ist, dann allerdings zusätzlich noch mit nervtötenden Pagan-Schunkel-Schlagseiten daherkommt.“ Dass sich Musiker wie Martin Schirenc und Markus Stock „für so einen Mist hergeben“, sei unverständlich.
Andreas Schiffmann von der Seite musikreviews.de gab Fleischfilm nur 5 von 15 Punkten und bescheinigte der Gruppe insgesamt eine schlechte Qualität, die auf dem Album nur durch das Wirken der Gastmusiker noch gerettet werden konnte: „Dank EMPYRIUMs Markus Stock, der mittlerweile praktisch zum inoffiziellen Bandmitglied avanciert ist, haben die Thüringer einen zweckmäßigen Sound und leisten keine spielerischen Offenbarungseide, zumal aktuell mit Martin Schirenc (PUNGENT STENCH, HOLLENTHON) der bisher vermutlich souveränste Musiker überhaupt zur Besetzung gehört.“ Trotzdem, so das Fazit, werde die Gruppe aber „immer ein wenig nach Hauptschulkapelle klingen“.